# Iceland International 2023
Die Iceland International 2023 im Badminton fanden vom 26. bis zum 29. Januar 2023 in der TBR-Halle in Reykjavík statt.

## Sieger und Platzierte
| Disziplin    | Gold                       | Silber                              | Bronze                              |
| ------------ | -------------------------- | ----------------------------------- | ----------------------------------- |
| Herreneinzel | Matthias Kicklitz          | Karan Rajan Rajarajan               | Mads Juel Møller                    |
| Herreneinzel | Matthias Kicklitz          | Karan Rajan Rajarajan               | Mathias Solgaard                    |
| Dameneinzel  | Frederikke Lund            | Keisha Fatimah Az Zahra             | Jordan Hart                         |
| Dameneinzel  | Frederikke Lund            | Keisha Fatimah Az Zahra             | Frederikke Østergaard               |
| Herrendoppel | Jonas Kudsk Jeppe Søby     | Alex Green Brandon Yap              | Hjalte Johansen Calvin Lundsgaard   |
| Herrendoppel | Jonas Kudsk Jeppe Søby     | Alex Green Brandon Yap              | Koon Fung Kelvin Ho Samuel Ricketts |
| Damendoppel  | Abbygael Harris Annie Lado | Katharina Fink Yasmine Hamza        | Kati-Kreet Marran Helina Rüütel     |
| Damendoppel  | Abbygael Harris Annie Lado | Katharina Fink Yasmine Hamza        | Aline Müller Caroline Racloz        |
| Mixed        | Brandon Yap Annie Lado     | Hjalte Johansen Emma Irring Braüner | Dyon van Wijlick Kirsten de Wit     |
| Mixed        | Brandon Yap Annie Lado     | Hjalte Johansen Emma Irring Braüner | Viacheslav Yakovlev Polina Tkach    |